# Ancyloneura
Ancyloneura – rodzaj błonkówek z rodziny Pergidae.

## Zasięg występowania
Przedstawiciele tego rodzaju występują w Indonezji, na Nowej Gwinei, oraz w Australii.

## Systematyka
Do  Ancyloneura zaliczanych jest 6 gatunków:
- Ancyloneura annulicornis
- Ancyloneura brevisetosa
- Ancyloneura frontalis
- Ancyloneura fuscipennis
- Ancyloneura nigripes
- Ancyloneura varipes